# 榜圩镇
榜圩镇，是中华人民共和国广西壮族自治区百色市平果市下辖的一个乡镇级行政单位。

## 行政区划
榜圩镇下辖以下地区：
平治社区、榜圩村、紫塘村、隆足村、百吉村、永旺村、安坤村、陇旺村、长安村、乐圩村、福吉村、常星村、春德村和六里村。